# Friedrich Hensel

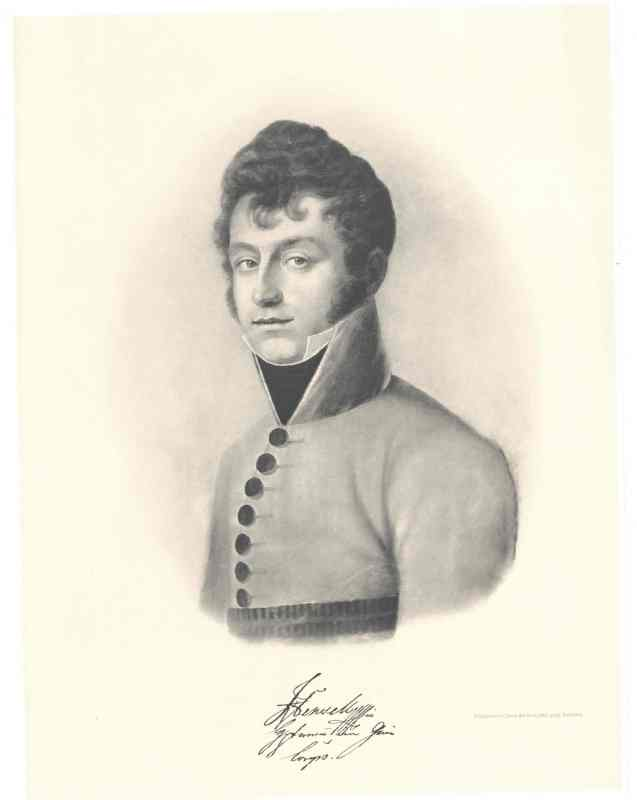
Friedrich Hensel

Friedrich Hensel (n. 13 august 1781, Brașov, Monarhia Habsburgică – d. 17 mai 1809, Malborghetto-Valbruna, Austro-Ungaria) a fost un ofițer din armata Imperiului Austriac, care a construit și comandat „Fortul Malborghetto”, pe care l-a apărat eroic împotriva trupelor lui Napoleon I.
Născut la Brașov, Hensel s-a dus la Viena la vârsta de 15 ani (după ce tatăl său murise), unde s-a înscris la „Academia de Geniu” pe data de 11 mai 1797.
În 1802 este avansat locotenent major, iar în 1807 căpitan.
În 1808 arhiducele Ioan de Austria, directorul general al trupelor de geniu și fortificații din armata austriacă, a dat ordin să fie construit un fort la Malborghetto („Valea Canalului”), și l-a numit pe căpitanul de geniu Friedrich Hensel șef de construcție. Valea Canalului și Pasul Predil erau zone cheie la granița de sud a imperiului austriac, unde arhiducele Ioan a mers să le apăre împotriva trupelor lui Napoleon I.
Lucrările de fortificație au trebuit să fie întrerupte în iarna lui 1808/1809, ele fiind reluate doar la sfârșitul lunii aprilie 1809, când înfrângerea de la Regensburg a schimbat în mod dramatic situația strategică a monarhiei dunărene, făcând o retragere a armatei de sud înspre interiorul Austriei absolut necesară. De aceea, lucrările de fortificație la Malborghetto au primit o importanță deosebită pentru asigurarea retragerii și pentru o încetinire a înaintării trupelor napoleonice. Hensel, care se afla din 11 mai 1809 din nou la Malborghetto, a condus lucrările de fortificație, și l-a rugat pe Arhiducele Ioan să-i lase comanda apărării fortului.
Trupele franceze (150.000 la număr), sub comanda lui Eugène de Beauharnais, au încercat din 14 până în 17 mai 1809 să cucerească fortul apărat de doar 290 de austrieci, care aveau doar 10 obuziere și un singur tun.
Când în sfârșit i-a reușit armatei franceze să ocupe fortul (cu pierderi enorme- doar pe 17 mai au murit 1.300 de soldați francezi), 75 de austrieci căzuseră, printre ei fiind și căpitanul Hensel. Ziua următoare a căzut, la Pasul Predil, și prietenul său apropiat, căpitanul de geniu Johann Hermann von Hermannsdorf. Lor le-a dedicat împăratul Ferdinand I al Austriei o placă comemorativă (care este îngrijită și astăzi de autoritățile italiene) deoarece, cu curajul lor, au înlesnit victoria Arhiducelui Carol asupra lui Napoleon la Bătălia de la Aspern-Essling.

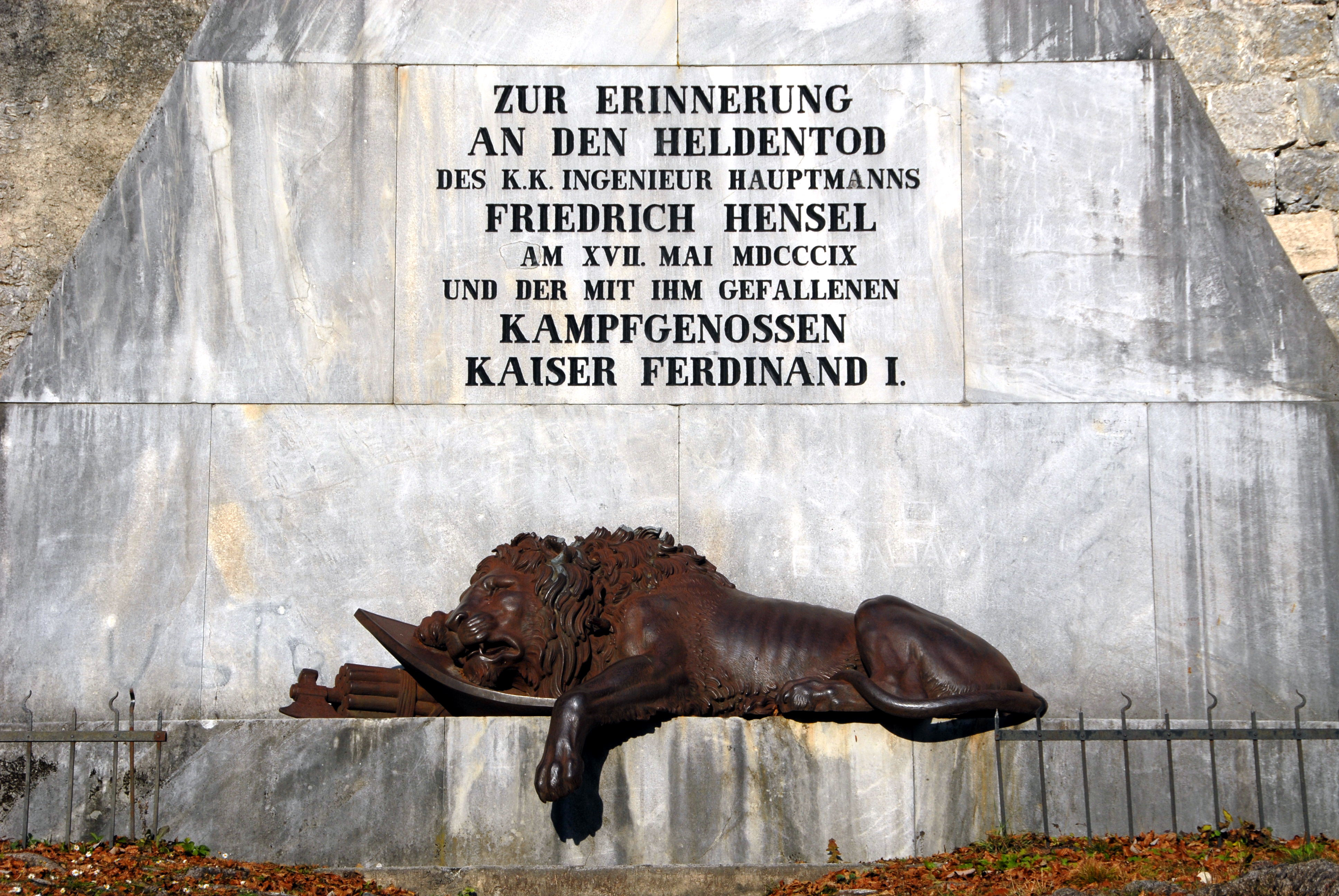
Placa comemorativă cu următorul text:
Înspre amintirea morţii eroice a inginerului chezaro-crăiesc, căpitanul Friedrich Hensel, în 17 mai 1809 şi a camarazilor săi de luptă, căzuţi alături de el. Împăratul Ferdinand I.

## Distincții
- Fortul, terminat în 1866, se numește „Fort Hensel”
- La Academia Militară Tereziană este o placă memorială pentru căpitanii Hensel și von Hermannsdorf
- Hensel a fost numit „Naș de promoție” (Jahrgangspate) în 1970 la Academia Militară Tereziană.[4]